# 34. SS-Freiwilligen-Grenadier-Division Landstorm Nederland

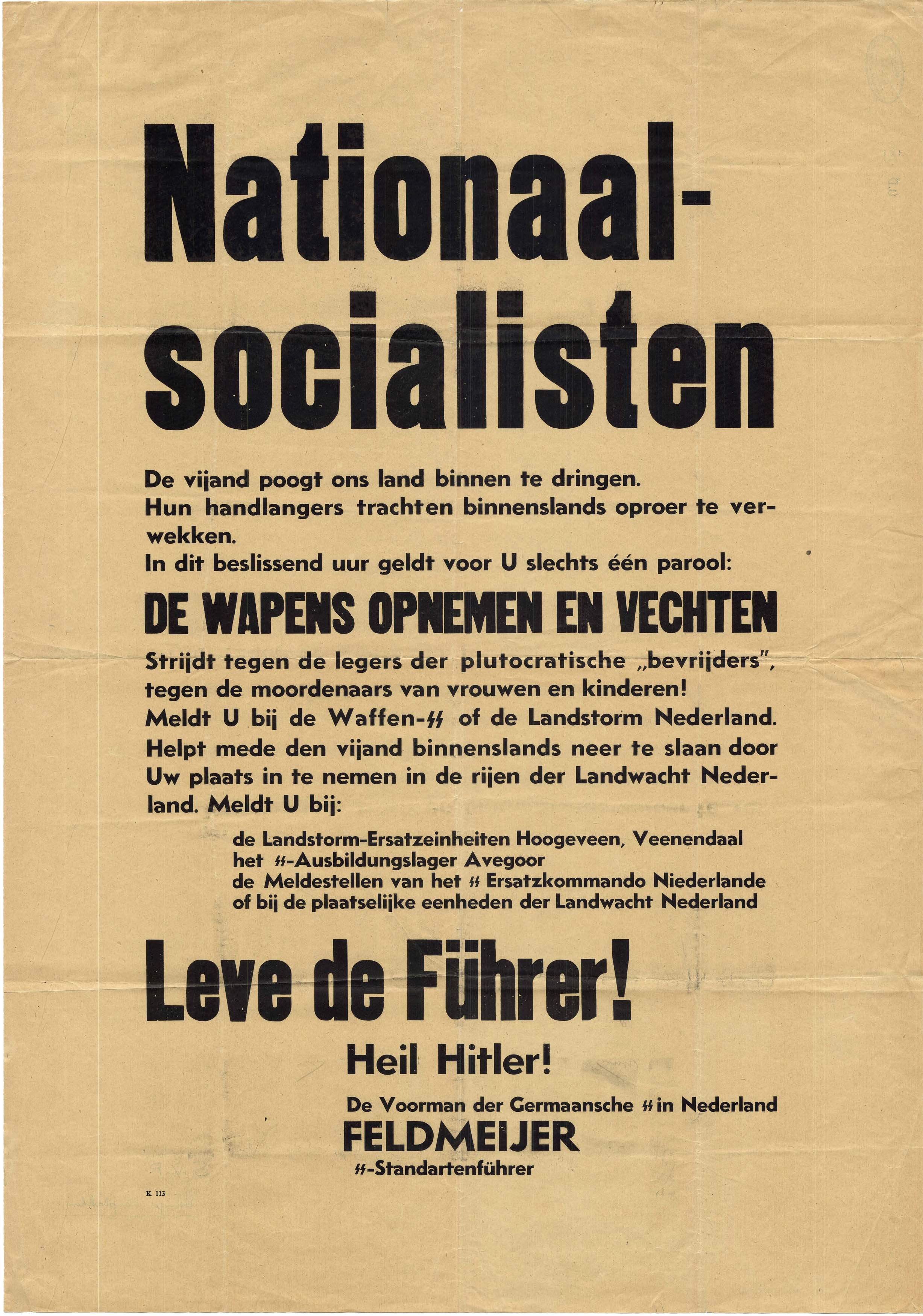
Wervingsaffiche van de Landstorm Nederland, namens Henk Feldmeijer, "voorman" van de "Germaansche SS in Nederland"

De 34. SS-Freiwilligen-Grenadier-Division Landstorm Nederland was een divisie van de Waffen-SS. De eenheid bestond voornamelijk uit Nederlandse vrijwilligers en was uitsluitend actief aan het westfront.

## Ontstaan en vorming

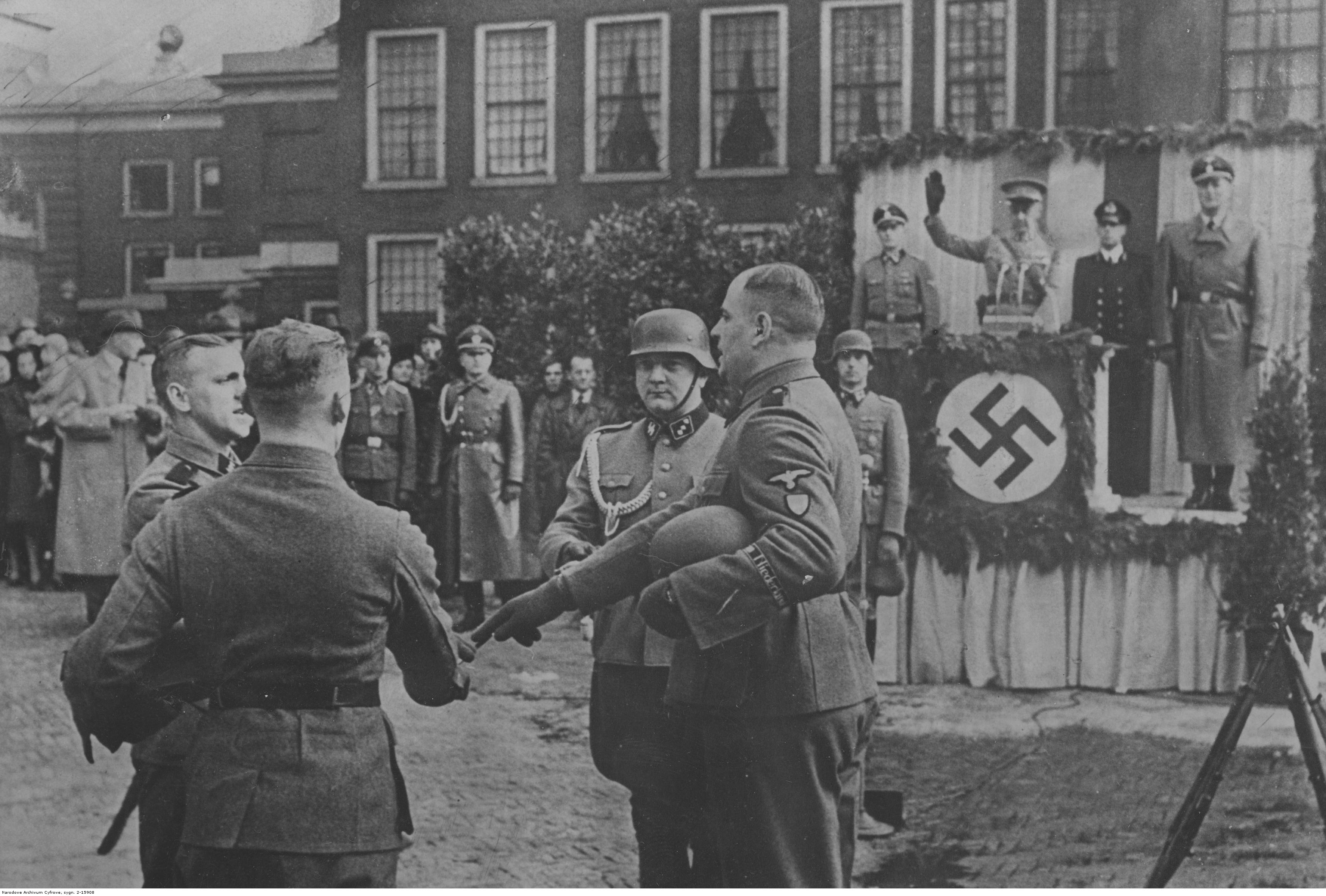
Een vrijwilliger van Nederlandse SS legt een eed af in aanwezigheid van een officier. Op de achtergrond staan hoge Duitse (Hanns Albin Rauter) en Nederlandse officieren (Hendrik Seyffardt) op de tribune.

De militaire formatie werd via een verordening van Rijkscommissaris Seyss-Inquart op 12 maart 1943 opgericht als "Landwacht Nederland", niet te verwarren met de later opgerichte Nederlandse Landwacht. Op 16 oktober 1943 verscheen een verordening waarin werd bepaald dat "Landwacht Nederland" met onmiddellijke ingang de naam "Landstorm Nederland" ging dragen als SS-Grenadier-Regiment. Deze naam droeg het langer dan een jaar en vanaf 1 november 1944 werd het regiment een brigade. De naam werd aangepast naar SS-Freiwilligen-Grenadier-Brigade Landstorm Nederland. Vanaf 10 februari 1945, toen de brigade inmiddels een divisie was, werd de naam aangepast naar 34. SS-Freiwilligen-Grenadier-Division Landstorm Nederland. Deze naam behield de divisie tot het einde van de oorlog.
In maart 1943 beval Rijkscommissaris Seyss-Inquart de oprichting van de Landwacht Nederland. Aanvankelijk was het een zuiver territoriale militaire eenheid, die werd belast met de bewaking van bruggen en spoorwegen. Op 16 oktober 1943 werd de naam van de eenheid veranderd in Landstorm Nederland om de verwarring met de Nederlandse Landwacht te vermijden. De belangstelling voor dienstname was erg groot. Men kreeg werk, onderdak en eten. Ook hoefde men niet vrezen voor gedwongen tewerkstelling (Arbeitseinsatz) of overplaatsing naar het oostfront, want Landstorm Nederland was een territoriale eenheid. In oktober 1943 telde de eenheid 2400 manschappen. Een gedeelte van deze manschappen waren SS'ers die ongeschikt waren geworden voor gevechtsfuncties aan het front.

## Krijgsgeschiedenis

### September 1944: Gevechten in België
Na de uitbraak van de geallieerden uit Normandië kwam het front snel dichterbij. Op 3 september 1944 bereikten de geallieerde voorhoede Brussel en een dag later bevrijdde de Britse 11e pantserdivisie Antwerpen. Veldmaarschalk Model probeerde het gat in de frontlijn op te vullen met een samenraapsel van eenheden. Hoewel het SS-Grenadier regiment Landstorm Nederland nog in opleiding was, werden twee van de drie bataljons in de strijd geworpen.
Het Ie bataljon SS-Grenadier-Regiment Landstorm Nederland nam ten noorden van Hasselt verdedigingsposities in achter het Albertkanaal en het IIe bataljon werd naar Antwerpen gestuurd. Tijdens de gevechten rond Hasselt bleken de licht bewapende en slecht opgeleide Nederlandse SS'ers niet opgewassen tegen de Britse Guards-divisie. Na enkele dagen moesten ze zich terugtrekken naar het noorden. Via Limburg en de Peel kwamen de overlevenden op de Veluwe terecht. Het IIe bataljon leverde een betere prestatie. Samen met de Duitse soldaten van de 719e divisie wisten ze de Britse opmars af te remmen en op 13 september slaagden de Nederlandse SS'ers er in het geallieerde bruggenhoofd bij Wijnegem over het Albertkanaal te vernietigen. Door de geallieerde overmacht werden ze echter teruggedreven. Op 3 oktober kwam het nog tot een felle schermutseling met de 1e Poolse pantserdivisie in de regio van Baarle Nassau en Chaam, waarbij ze tijdelijk de geallieerde voorhoede tot staan wisten te brengen. Midden oktober werden ze naar de Veluwe teruggetrokken.

### September 1944: Operatie Market Garden
Op 17 september 1944 ondernamen de geallieerden een verrassingsaanval met luchtlandingstroepen om een brug over de Rijn te veroveren (operatie 'Market Garden'). Het IIIe bataljon, bestaande uit 600 man, werd naar het strijdtoneel nabij Arnhem gestuurd. Pas op 21 september arriveerden de manschappen per fiets. Ze werden ingedeeld bij de 9. SS-Panzer-Division Hohenstaufen als onderdeel van Kampfgruppe Spindler. Spindler hield het slecht opgeleide en licht bewapende bataljon in reserve. Op 23 september werd het ingezet tegen de Poolse parabrigade nabij Elst. Hun aanval werd moeiteloos afgeslagen. Tijdens en na het gevecht deserteerden vele Landstormers. Na de strijd bij Elst werd het bataljon uit de frontlijn teruggetrokken en naar de Betuwe gestuurd om opnieuw te worden opgebouwd.
Op 1 november 1944 werden de drie bataljons aangevuld met de eenheid Wachbataillon 'Nordwest' en nieuwe rekruten waaronder een groot aantal NSB'ers. Het voormalige SS-Grenadier-Regiment 'Landstorm Nederland' werd omgedoopt in SS-Freiwilligen-Grenadier-Brigade 'Landstorm Nederland'. De nieuwe brigade kreeg de relatief rustige frontsector tussen Waal en Nederrijn.

### Februari 1945: Betuwe-front
Op 10 februari 1945 werd de brigade omgevormd tot 34e SS Freiwilligen Grenadier Divisie Landstorm Nederland. De status van divisie was louter theoretisch, want ze had nauwelijks de sterkte van een brigade. De divisie verving het 7e Fallschirmjägerregiment aan het front. Het 83e regiment nam posities in op de Betuwe achter de Maas en de Waal en het 84e regiment was gelegerd ten zuiden van de Veluwe.
Tegenover hen lag de 49e Britse infanteriedivisie en de Prinses Irene Brigade. Dit leidde tot de unieke situatie aan het westelijke front dat landgenoten elkaar bevochten.

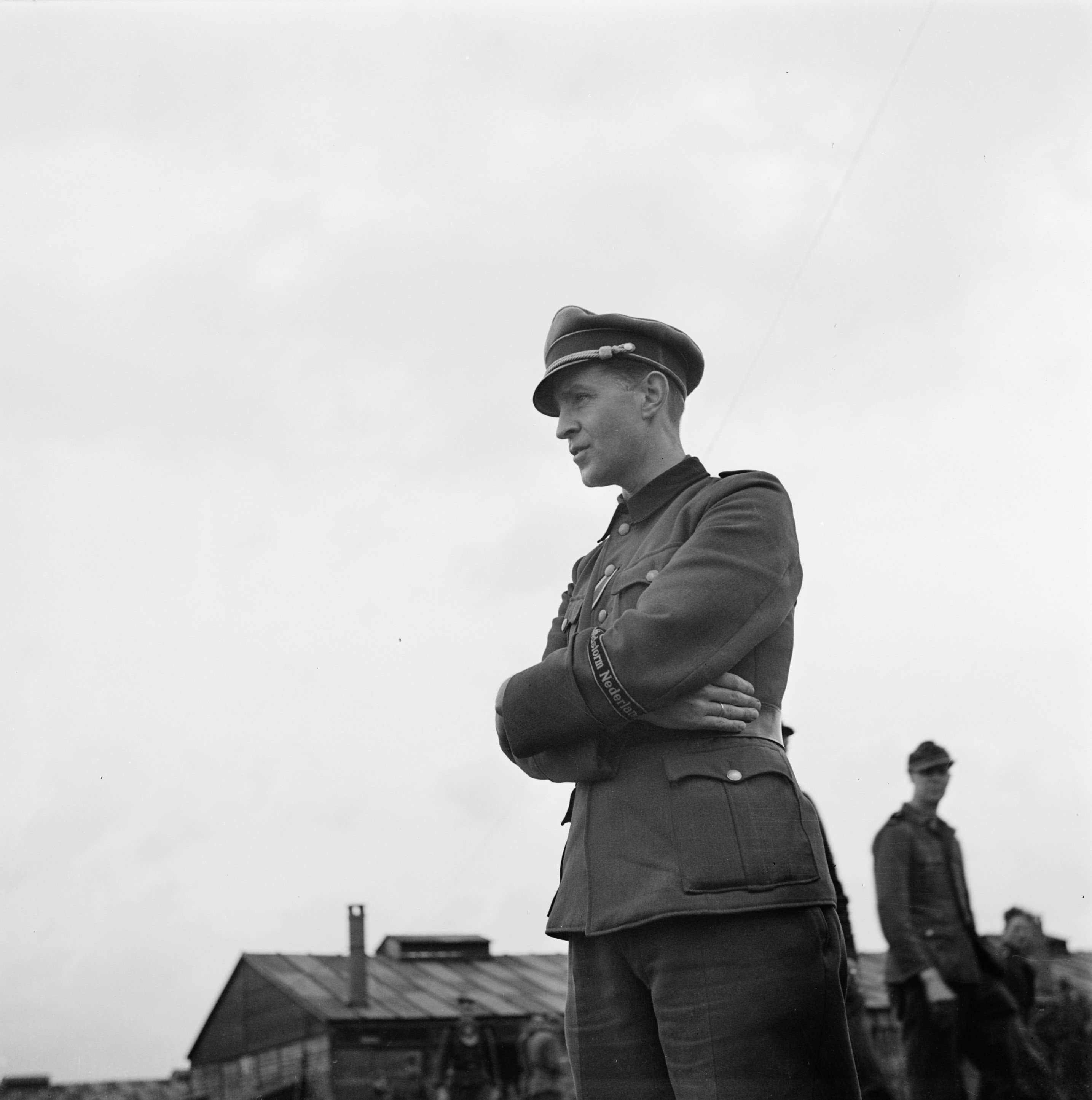
Krijgsgevangene in het uniform van de Landstorm in juni 1945

Op 24 februari voerde de 34e SS Freiwilligen Grenadier Divisie Landstorm Nederland nabij Zetten een succesvolle aanval uit tegen een Britse stelling van de 49e Divisie. Deze actie werd zelfs vermeld in het Duitse radionieuws.
Naarmate de oorlogssituatie verslechterde lieten de SS'ers zich van hun slechte kant zien. Voornamelijk de leden van het Wachbataljon en de Oekraïners van het SS-Freiwilligen-Grenadier-Regiment 84 hielden zich bezig met het plunderen van de leegstaande huizen. Ook vonden verschillende incidenten plaats waarbij Nederlandse burgers werden neergeschoten. Talloze soldaten deserteerden. De discipline verslechterde tot een absoluut dieptepunt. Op 9 maart werd door Lippert een muiterij ontdekt. De vier schuldigen liet hij terechtstellen.

### Mei 1945
In tegenstelling tot bij andere Waffen-SS-divisies verliep de capitulatie van Landstorm niet vlekkeloos. De Nederlandse SS'ers probeerden hun wapens zo lang mogelijk te behouden, omdat ze op eigen bodem hadden gevochten en in sommige gevallen zelfs tegen hun eigen landgenoten. De geruchten over de nakende bijltjesdag deed hun vastberadenheid alleen maar toenemen. Ze wilden zich alleen overgeven aan de geallieerde strijdkrachten en niet aan het Nederlands verzet.
Het ondoordacht optreden van de verzetslieden leidde in sommige gevallen tot escalaties. In Leersum kwam het op 5 mei tot een vuurgevecht tussen SS'ers en verzetslieden, waarbij één SS'er en drie verzetslieden omkwamen. Als represaille werden bovendien nog vier verzetsmensen gefusilleerd. In Veenendaal probeerde een Wageningse groep van de Binnenlandse Strijdkrachten de SS'ers te ontwapenen. Het kwam tot een schermutseling en drie verzetslieden werden gedood. Pas nadat de Britse 49e infanteriedivisie zich garant stelde voor hun veiligheid legde 'Landstorm Nederland' op 10 mei 1945 de wapens neer.

## Bekende oorlogsmisdaden
Wel is het bekend dat zes officieren van de divisie gediend hebben in de concentratiekampen. Dit getal bevat ook de officieren die voor of na hun dienst in de divisie in de kampen en Einsatzgruppen hebben gediend.

## Commandanten
| Rang                                | Naam             | Begin                                              | Eind                             | Opmerking                                                |
| ----------------------------------- | ---------------- | -------------------------------------------------- | -------------------------------- | -------------------------------------------------------- |
| SS-Oberführer                       | Viktor Knapp     | 11 mei 1943 - 16 oktober 1934                      | 1 april 1944                     | Pleeg op 9 mei 1945 in het krijgsgevangenkamp zelfmoord. |
| SS-Obersturmbannführer              | Deurheit         | 1 april 1944                                       | 11 mei 1944 - 5 november 1944    |                                                          |
| SS-Standartenführer - SS-Oberführer | Martin Kohlroser | 1 november 1944/5 november 1944 - 10 februari 1945 | 9 november 1944 - 8 - 9 mei 1945 |                                                          |

## Stafchefs van de 34. SS-Freiwilligen-Grenadier-Division Landstorm Nederland[3]
| Rang                | Naam                        | Begin            | Eind         | Opmerking |
| ------------------- | --------------------------- | ---------------- | ------------ | --------- |
| SS-Sturmbannführer  | Paul Kuhlmeyer              | 10 februari 1945 | 1 maart 1945 |           |
| SS-Hauptsturmführer | Friedrich-Christian Ziegler | ? april 1945     | ? mei 1945   |           |

## Samenstelling[3][4]
- SS-Freiwilligen-Grenadier-Regiment 83
  - I./SS-Freiwilligen-Grenadier-Regiment 83
  - II./SS-Freiwilligen-Grenadier-Regiment 83
- SS-Freiwilligen-Grenadier-Regiment 84
  - I./SS-Freiwilligen-Grenadier-Regiment 84
  - II./SS-Freiwilligen-Grenadier-Regiment 84
- SS-Artillerie-Regiment 60
  - s.FH-Batterie 60
  - SS-Panzerjäger-Abteilung 60
  - le.Flak-Kompanie 60
- SS-Versorgungs-Regiment 60
  - Transport-Kompanie 60
  - Verpflegungs-Kompanie 60
  - SS-Feldzeug-Kompanie 60
  - SS-FeldersatzBataillon 60
  - SS-Feldgendarmerie-Trupp 60
- SS-Panzer-Jäger-Abteilung 60
- SS-Pionier-Kompanie 60
- SS-Nachrichten-Abteilung 60
- Werkstattkompanie

## Onderscheiding
- SS-Sturmmann en Geschützführer Gerard Mooyman, Ridderkruis van het IJzeren Kruis